# 华岐镇
华岐镇，是中华人民共和国甘肃省天水市秦州区下辖的一个乡镇级行政单位。
2016年，甘肃省民政厅批复同意撤销华岐乡，设立华岐镇。

## 行政区划
华岐镇下辖以下地区：
辛大村、梁山村、海头村、余坪村、崖湾村、李白村、白宋村、下马村、董湾村、安集村、火石村、韩山村、汪团村、文庄村、草滩村、罗台村、李沟村、北杨村、双王村、范山村、谢小村、李秦村、常沟村、姚宋村、刘杜村和刘坪村。